# Strychnos amazonica
Strychnos amazonica är en tvåhjärtbladig växtart som beskrevs av Krukoff. Strychnos amazonica ingår i släktet Strychnos och familjen Loganiaceae. Inga underarter finns listade i Catalogue of Life.